# Nereis fauchaldi
Nereis fauchaldi är en ringmaskart som beskrevs av Leon-Gonzalez och Diaz-Castaneda 1998. Nereis fauchaldi ingår i släktet Nereis och familjen Nereididae. Inga underarter finns listade i Catalogue of Life.